# Fremito vocale tattile
Con il termine fremito vocale tattile (abbreviato solitamente come FVT) si intende la vibrazione che il medico è in grado di percepire quando appoggia la mano sul torace del paziente che pronuncia, scandendola, la parola "trentatré".

## Origine
Le vibrazioni sonore che danno origine al FVT originano a livello delle corde vocali e sono trasmesse dall'albero bronchiale alla parete toracica attraverso la colonna d'aria accolta nella trachea e nei grossi bronchi.
Le vibrazioni possono essere ottenute facendo pronunciare al paziente la parola "trentatré", "uno, due, tre", purché siano parole ricche di componenti dentali. Le vibrazioni si generano a livello della laringe e si trasmettono, lungo la colonna d'aria della trachea e dei bronchi, al parenchima polmonare e, quindi, attraverso le pleure si trasmettono alla mano dell'esaminatore.

## Ricerca del fremito
Il FVT può essere facilmente apprezzato dall'esaminatore ponendosi alle spalle del paziente e appoggiando la mano a piatto o a taglio (percependo le vibrazioni con la superficie del lato ulnare della mano e del quinto dito) su zone simmetriche dei due emitoraci. Il FVT va esplorato su tutto l'ambito polmonare comparativamente e simmetricamente, procedendo dall'alto in basso, poggiando sempre il palmo della stessa mano. 

È più facile apprezzare il FVT nei soggetti di sesso maschile in quanto le vibrazioni risultano essere più intense se la tonalità di voce è più bassa. Nei soggetti magri il fremito viene avvertito con maggiore facilità. In linea generale la percezione del fremito è migliore nei campi toracici delle fosse infrascapolari.

## Variazioni del FVT
Il fremito vocale tattile in determinate situazioni può essere aumentato, diminuito od abolito. l'intensità è condizionata dallo stato delle strutture che lo producono (laringe) e di quelle che lo trasmettono; viene trasmesso meglio nei mezzi compatti e poco aerati.  Sarà quindi più intenso allorché si verifica una diminuzione del contenuto aereo alveolare ed un aumento della densità e della consistenza del parenchima polmonare. Risulterà aumentato in caso di addensamento o fibrosi polmonare ed anche in caso di cavità polmonari che funzionano come cassa di risonanza. Diminuzione o assenza del FVT, può aversi nelle patologie del laringe che portano ad afonia o disfonia, per ostruzione bronchiale, enfisema, edema polmonare, versamento pleurico o aumento dello spessore della parete toracica. se si percepisce all'esame percussori una ottusità percussoria si potrà, attraverso le modifiche del FVT, stabilire se si tratta di addensamento polmonare o a versamento pleurico. questo perché nel caso di addensamento polmonare il FVT è aumentato, mentre in caso di versamento pleurico il FVT è ridotto.  

### Intensificazione del FVT
Si verifica in presenza di ogni processo di addensamento del parenchima polmonare (polmonite, infarto polmonare).  L'intensificazione si verifica anche in presenza di cavità d'aria comunicanti con un bronco (bronchiectasie, cavità ascessuali, cavità tubercolari).

### Diminuzione od abolizione del FVT
- Malattie della laringe che comportano afonia.
- Stenosi tracheali o bronchiali da causa estrinseca (tumori, versamenti pleurici, linfoadenopatie) o intrinseca (tumori, corpi estranei, coaguli, essudato), riconducibili ad atelectasia
- Malgrado il raddensamento del parenchima, nell'atelectasia non si verifica un aumento del fremito a causa dell'obliterazione della via di conduzione interessata; tale condizione impedisce la ventilazione e qualsivoglia forma di diffusione di vibrazione.
- Edema polmonare (a causa della presenza di liquido negli alveoli)
- Enfisema polmonare
- Versamento pleurico e pneumotorace (per il frapporsi di liquido o di aria tra il polmone e la parete toracica)[4]